# Fédération nationale des infirmiers
Pour les articles homonymes, voir FNI.
La Fédération nationale des infirmiers (FNI) est une organisation syndicale française représentant les infirmiers diplômés d’État libéraux (IDEL) depuis 1949.
La FNI est reconnue syndicat représentatif lors de la dernière enquête de représentativité de 2016 lui permettant ainsi de négocier la Convention nationale infirmière avec l'UNCAM et de siéger dans les instances représentatives de la profession.
La FNI est la première organisation représentative des infirmières libérales tant en nombre d'adhérents qu'en matière d'audience électorale. Ainsi, le scrutin URPS d'avril 2021 confère 42,4% des voix à la seule FNI alors que quatre syndicats infirmiers étaient en compétition.

## Histoire
La Fédération Nationale des Infirmiers (FNI) est la plus ancienne organisation syndicale française représentant les infirmiers libéraux.
Ses origines remontent à 1924 avec la création de l’Association Nationale des Infirmières Diplômées de l’État Français (ANIDEF).
En 1949, Mademoiselle De Chambure, originaire de la Côte d’Or, fonde une organisation départementale d’infirmières libérales affiliée à l’ANIDEF. Elle préside ensuite l’association nationale de 1950 à 1953.
Entre 1954 et 1959, l’ANIDEF évolue pour devenir la Fédération Nationale des Infirmiers et Infirmières de France, d’Union Française et des Territoires Associés, regroupant divers syndicats d’infirmiers et d’auxiliaires médicaux.
En 1970, des divergences internes conduisent à la création de l’Organisation Nationale des Syndicats d’Infirmiers Libéraux (ONSIL) par des syndicats dissidents parisiens. Malgré ces scissions, la Fédération s'engage activement dans une politique syndicale auprès de l'État français visant à améliorer le statut et la structuration de la profession infirmière. Parmi les premières réalisations de cette politique, on note la suppression de la distinction géographique concernant la valeur de l'Acte Médical Infirmier (AMI) et de l'Indemnité Forfaitaire de Déplacement (IFD). La zone B (Lyon-Marseille) est désormais alignée sur les zones A (Île-de-France) et C (reste de la France).
Enfin, en 1972, seul syndicat représentatif, elle signe avec la Sécurité Sociale la première Convention Nationale des Infirmiers, établissant ainsi un cadre structuré pour l’exercice libéral infirmier en France et la valeur de l'AMI et IFD deviennent nationaux.

## Organisation
La FNI est structurée de manière fédérale, regroupant des syndicats départementaux d’infirmiers libéraux. Chaque syndicat départemental est autonome dans sa gestion, tout en respectant les statuts fédéraux et en adoptant des statuts types définis par la fédération. Cette organisation permet une représentation locale efficace, en prise directe avec les préoccupations des professionnels sur le terrain. Au niveau national, la FNI est administrée par un conseil fédéral composé de membres élus, responsables de la mise en œuvre des orientations stratégiques et de la défense des intérêts de la profession auprès des instances publiques et des partenaires institutionnels. La fédération s’interdit toute activité politique ou confessionnelle, garantissant ainsi son indépendance et sa neutralité dans la représentation des infirmiers libéraux.

## Indépendance

### Indépendance politique
La FNI, syndicat professionnel indépendant, est libre de tout lien politique ou confessionnel, cette indépendance morale et politique est statutaire :
- dans les Statuts Fédéraux : article 1 ter : « la Fédération s’interdit toute activité politique et confessionnelle. »
- dans les Statuts départementaux : article 1 : « le syndicat s’interdit toutes discussions ou actions politiques ou confessionnelles. »
- dans les Statuts des Unions Régionales FNI : article 2 : « l’union régionale s’interdit toute activité politique ou confessionnelle. »

La FNI n’entretient aucun lien de subordination avec aucune centrale syndicale.

### Indépendance financière
L’indépendance financière de la FNI est totale, conformément à l’article 13 des statuts fédéraux précisant que ses ressources sont constituées par : 
- Les cotisations
- Les legs et subventions faits à la Fédération
- Les intérêts des fonds placés
- Les amendes, les indemnités judiciaires ou autres.

L’indépendance financière se décline au niveau départemental selon les mêmes règles. Les syndicats départementaux affiliés à la FNI jouissent d’une pleine autonomie financière et de gestion. Chaque syndicat départemental affilié à la FNI adopte les statuts types conformément aux Statuts fédéraux.
La FNI offre prioritairement à ses adhérents et selon les cas plus largement à toute la profession, différents services en lien avec l’exercice libéral de la profession d’infirmier. Qu’il s’agisse d’information, de formation, de communication ou de conseils, l’administration et la gestion de ces services annexe sont assurées par la FNI en toute transparence.

### Indépendance vis-à-vis des tutelles
Contrairement aux syndicats médicaux, les syndicats infirmiers ne reçoivent aucune contrepartie financière lorsqu’ils signent la convention liant la profession à l’UNCAM.

## Représentativité

### Élections URPS

#### Premières élections URPS (2010)
En décembre 2010 se sont déroulées les premières élections aux Unions régionales des professionnels de santé (URPS). Ce scrutin s’est déroulé dans 26 régions avec 333 sièges à pourvoir pour 67 040 professionnels inscrits. Les quatre syndicats représentatifs ont présenté des listes de manière hétérogène.
La FNI est arrivée en tête sur 13 régions avec une majorité absolue dans 9 régions. La FNI arrive en tête en nombre d’élus (37,73%) malgré le fait qu’elle n’a pas présenté de liste en Corse et à la Réunion.

#### Élections de 2016
Les résultats aux élections professionnelles URPS de 2016 conforte la place de la FNI : Elle réalise un meilleur score qu’en 2010, puisqu’elle devance le Sniil tant en termes de nombre de sièges aux URPS (107 contre 101) qu’en termes de suffrages sur le plan national (5801 voix pour la FNI contre 5520 pour le Sniil).
À la suite des élections des bureaux des URPS organisées au début de juillet 2016, la FNI obtient la présidence dans 11 régions sur 17.

#### Élections de 2021
En 2021, les élections des représentants des infirmiers libéraux conventionnés aux Unions régionales des professionnels de santé (URPS) se déroulent pour la première fois par voie électronique. Le scrutin a été ouvert le 31 mars à midi et clos le 7 avril à midi. Le bureau de vote national s’est réuni dès la clôture du scrutin pour le dépouillement.
Les résultats permettent également de mesurer l’audience des syndicats, critère pris en compte ensuite dans le cadre de l’enquête de représentativité.
Le taux de participation est de 19,83%, en retrait de 3,46 points par rapport à la participation au précédent scrutin, 23,29% en 2015.
Les équilibres syndicaux à l’issue de ce scrutin sont les suivants:
- La Fédération nationale des infirmiers (FNI) passe de 36,95% en 2015 à 42,4% en 2021.
- Le Syndicat national des infirmières et infirmiers libéraux (SNIIL) passe de 35,16% en 2015 à 25,4% en 2021.
- Convergence infirmière - Confédération nationale des syndicats d'infirmiers libéraux français passe de 18,48% en 2015 à 23,23% en 2021.
- INFIN'IDELS Syndicat des infirmiers libéraux obtient 8,96% en 2021.

La Fédération nationale des infirmiers (FNI) reste la première organisation professionnelle représentative des infirmiers libéraux conventionnés.

### Élections à la CARPIMKO
Les résultats des élections de 2016 à la CARPIMKO, parus le 5 juillet, sont venus confirmer la confiance des infirmières libérales envers la FNI en la plaçant en tête avec 32,22% des suffrages devant Convergence Infirmière et le SNIIL, arrivant en troisième position.
Les résultats de élections de 2019 confortent la position de leader de la FNI : les électeurs placent la FNI très largement en tête avec 7336 voix (38,82%) alors que 5 listes étaient en concurrence. La FNI remporte alors 4 des 5 sièges à pourvoir.

## Relations avec l’Union nationale des caisses d’assurance maladie
La convention nationale des infirmiers prévoit une répartition des sièges de la section professionnelle des instances paritaires nationales, régionales et départementales entre les trois syndicats signataires.
- Commission Paritaire Nationale: La convention précise que la présidence de la section professionnelle de la commission paritaire nationale revient à la FNI. La FNI y a 2 titulaires et 2 suppléants.
- Observatoire de la vie conventionnelle: La FNI est membre à part entière de l’Observatoire de la vie conventionnelle créé par la convention de 2007.
- Programme SOPHIA : La FNI est membre du comité scientifique de SOPHIA, service d’accompagnement de l’Assurance Maladie pour les malades chroniques.
- PRADO : Daniel Guillerm, Président de la FNI est membre du comité national de pilotage des programmes PRADO.

## Relations interprofessionnelles
La FNI, de par son histoire, son expertise et la lisibilité de sa ligne syndicale, a su gagner une large audience au sein des instances interprofessionnelles nationales.
Cette confiance renouvelée se mesure objectivement par la place qu’occupe la FNI dans les bureaux de ces instances nationales :
- Union Nationale des Professions Libérales  (UNAPL) : Corinne Bourseaud Vice Présidente de la FNI est membre du bureau de l’UNAPL.
- Union Nationale des Professions de Santé  (UNPS) : le président de la FNI est élu vice président, seul représentant des infirmiers au sein du bureau.
- La FNI est membre fondateur de la Fédération Française des praticiens de Santé (FFPS). Le Président de la FNI a été élu Président de la FFPS.
- Fond Interprofessionnel de Formation des Professions Libérales (FIF-PL): Julien Maulde-Robert, vice-président délégué de la FNI est vice-président de la section santé du FIF-PL.
- Caisse autonome de retraite et de prévoyance des infirmiers, masseurs kinésithérapeutes, pédicures-podologues, orthophonistes et orthoptistes (CARPIMKO), Corinne Bourseaud, Vice-présidente de la FNI est secrétaire générale de la CARPIMKO.
- La FNI est membre du conseil d’administration du Collège Infirmier Français

## Siège social
Le siège social est situé au 3ème étage du 7 de la rue Godot de Mauroy, dans le 9e arrondissement de Paris.
Les 1er et 5e étages sont la propriété de particuliers, alors que les 2ème et 4ème étage sont les locaux de l'AGAPI-FORM, organisme de formation comptable sans lien avec la FNI.
Pour des raisons historiques, les locaux de la FNI et ceux de l'AGAPI-FORM (ex AGAPI), sont administrés par une société civile immobilière, la SCI Le Mauroy. La FNI détient la majorité des parts sociales de la SCI Le Mauroy. C'est bien la FNI, en qualité de personne morale, qui détient ces parts et non le Président ou la Présidente en son nom propre : cette disposition permet de préserver le patrimoine de la FNI à travers le temps et de manière constante quels qu'en soient les dirigeants : la FNI appartient à ses adhérents et non pas à ses dirigeants, qui par essence ne sont que de passage.

## Sociétés satellites
Afin de mener à bien ses missions et objectifs, la FNI a au fil du temps créé plusieurs sociétés spécialisées. La particularité commune à toutes ces sociétés est qu'elles sont constituées en SASU, dont l'unique actionnaire est la FNI (personne morale).
Cette structuration juridique a le double avantage de :
1. Préserver l'économie de la FNI : si l'une de ces sociétés doit être liquidée, l'activité principale (syndicale) n'est pas atteinte.
2. Empêcher la captation de l'une de ces sociétés par un dirigeant : l'actionnaire étant la FNI, aucun dirigeant ne peut percevoir de dividendes et s'enrichir ou encore conserver sa fonction au sein de celle-ci une fois son mandat terminé. Ce montage juridique permet donc d'éviter de disperser les activités de la FNI devant les aléas des élections internes.

### Afcopil
L'AFCOPIL est une SASU de la FNI dont l'activité est la formation continue des professionnels de santé.
Cet organisme de formation datadocké propose des formations présentielle, en e-learning, ou mixte ainsi que des classes virtuelles.

### SCS
SCS pour Sphère Consulting Santé est une SASU de la FNI spécialisée dans l'ingénierie de projets, l'aide rédactionnelle, et le conseil. SCS a mis en place la première plateforme numérique de référencement des infirmiers libéraux

### SPM
SPM pour Santé Promotion Média est une régie publicitaire interne. SPM est chargée de la relation des annonceurs souhaitant diffuser des publicités sur les supports de communication de la FNI.
SPM est une SASU de la FNI.

## Publications
- Horizon 2030, Vision pour les soins infirmiers ambulatoires. Edition FNI. Lien direct PDF
- Etude Synalam/FNI[7] Lien étude Synalam